# Operación Salomón

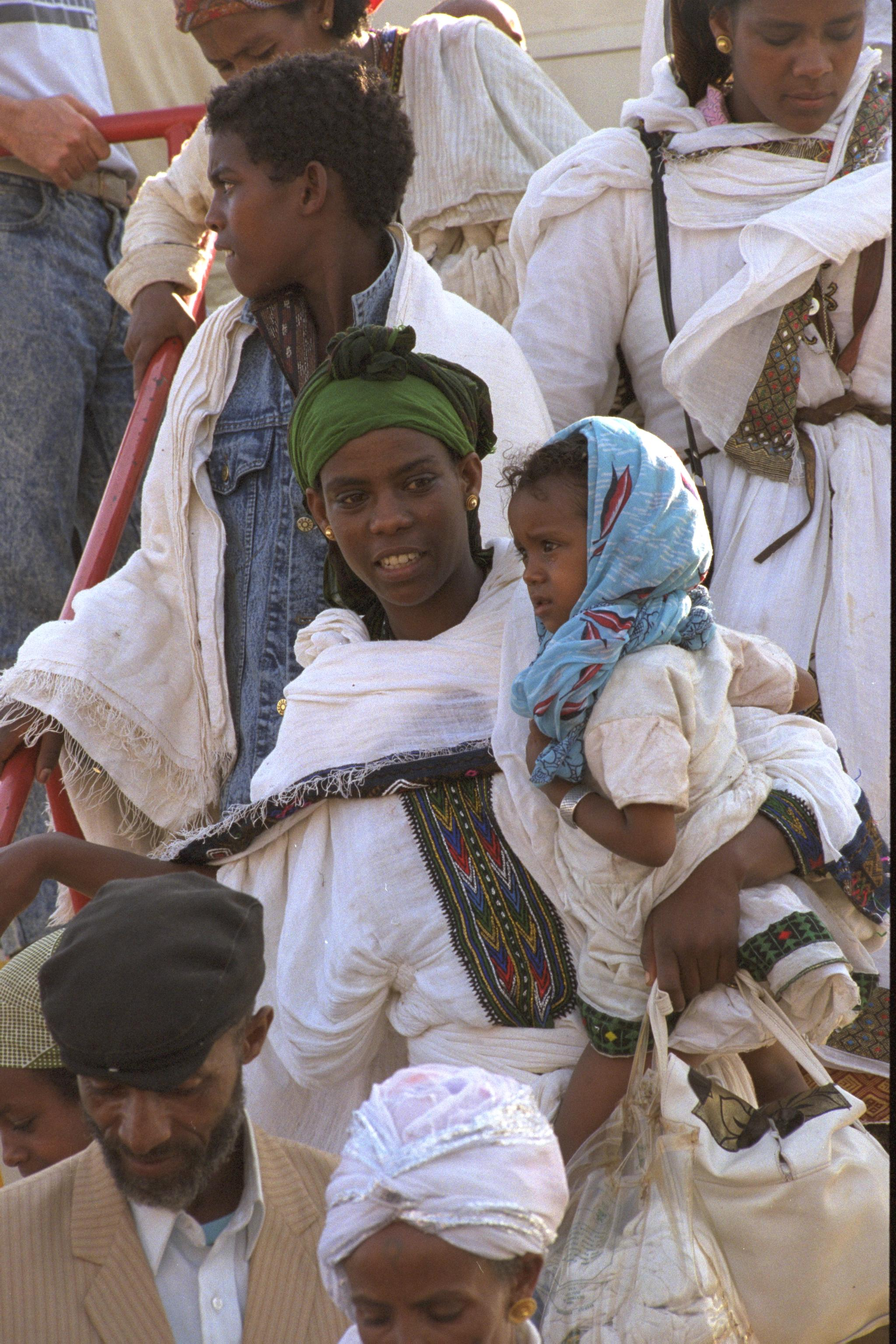
Inmigrantes etÍopes rescatados en la Operación Salomón

La Operación Salomón fue una operación militar israelí que permitió en 1991 rescatar a los judíos de Etiopía y llevarlos a Israel. Esta operación fue la inmigración más importante de la comunidad Beta Israel a su nuevo hogar nacional, mucho más grande que la Operación Moisés y la Operación Josué.
El régimen etíope de Mengistu Haile Mariam fue desestabilizado por rebeldes de Eritrea y Tigray en 1991. Varias organizaciones judías, así como el Estado de Israel se preocuparon entonces por la suerte de la considerable comunidad judía de Falashas o Beta Israel que vivía en Etiopía, cuya emigración en masa había sido dificultada hasta entonces por el régimen de Mariam. El debilitamiento y la disminución del poder del régimen africano presentó una prometedora oportunidad para que los Beta Israel pudieran realizar su Aliyá y así emigraran a Israel según un plan ya ideado desde 1990.
En el año anterior, el Gobierno de Israel y las Fuerzas de Defensa de Israel, conscientes del empeoramiento de la situación política de Mengistu Mariam, realizó planes encubiertos de transporte aéreo para el traslado de los judíos etíopes a Israel. Esto se convirtió en la mayor emigración de Beta Israel hasta la fecha.
En 36 horas, 34 aviones de la compañía aérea israelí El Al se relevaron para transportar a 14 325 judíos Beta Israel desde Etiopía a Israel.
Esta operación registra el récord de número de pasajeros en un vuelo, con 1087 pasajeros transportados en un Boeing 747 de El Al. Los organizadores esperaban poder llenar el avión con 760 pasajeros. Debido a que los pasajeros eran muy livianos, muchos más pudieron subir a bordo. Dos bebés nacieron durante el vuelo.

## En la cultura popular
La película Fig Tree (2019), dirigida por Aalam-Warqe Davidian, aunque no es autobiográfica, se basa en los recuerdos de la directora que fue evacuada en la Operación Salomón cuando tenía alrededor de 10 años.